# SC Corinthians Paulista
A Sport Club Corinthians Paulista (rövidebb nevén Corinthians) egy 1910-ben alapított brazil labdarúgócsapat, székhelye São Paulo. Főbb riválisaik a Palmeiras, a São Paulo és a Santos. A Paulista bajnokság, és a Série A küzdelmeiben szerepel. A leggazdagabb és legkedveltebb brazil klubok közé tartozik (csak Brazíliában 33 millió szurkoló buzdítja őket).

## Története

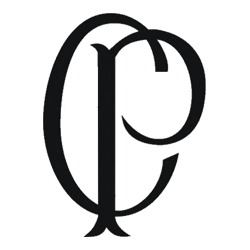
A csapat címere 1910-ben.

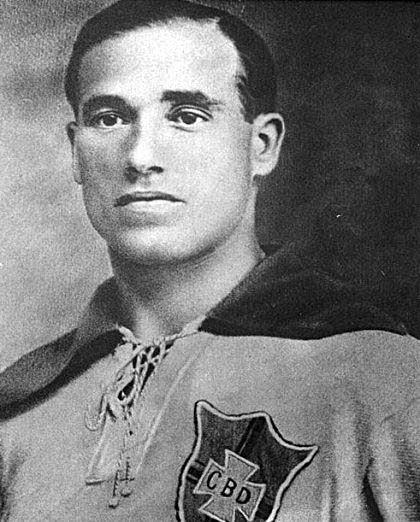
Neco, az első Corinthians példakép.

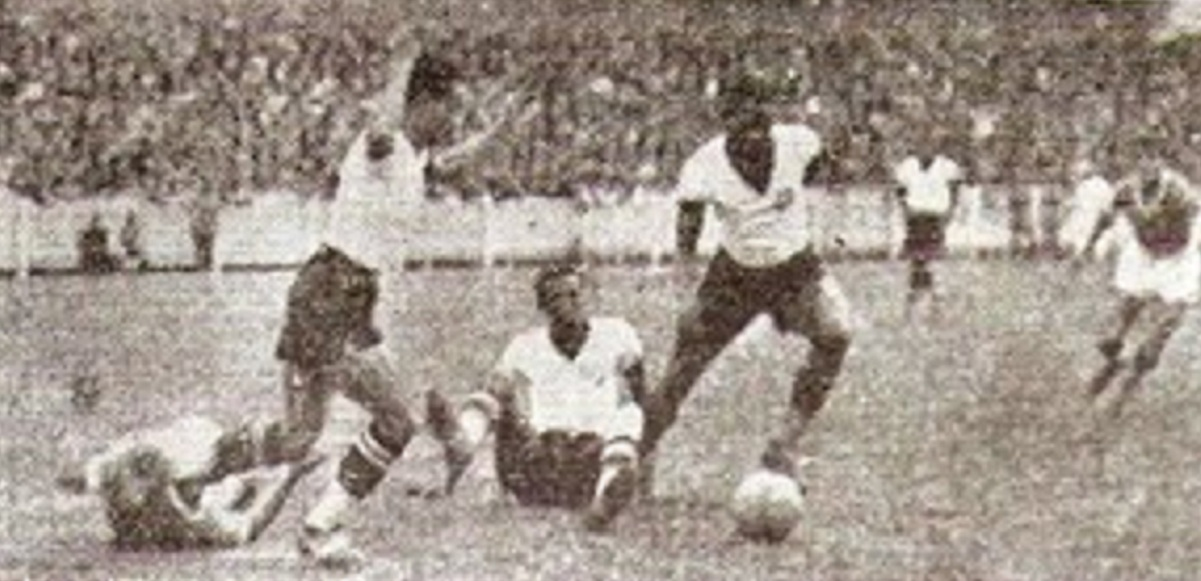
Derby Paulista, azaz Corinthians-Palmeiras mérkőzés 1938-ból

## Sikerlista

### Hazai
- 7-szeres bajnok: 1990, 1998, 1999, 2005, 2011, 2015, 2017
- 3-szoros kupagyőztes:  1995, 2002, 2009
- 1-szeres szuperkupa-győztes:  1991
- 1-szeres másodosztályú bajnok: 2008

### Állami
- 29-szeres Paulista bajnok: 1914, 1916, 1922, 1923, 1924, 1928, 1929, 1930, 1937, 1938, 1939, 1941, 1951, 1952, 1954, 1977, 1979, 1982, 1983, 1988, 1995, 1997, 1999, 2001, 2003, 2009, 2013, 2017, 2018
- 5-szörös Torneio Rio-São Paulo győztes: 1950, 1953, 1954, 1966, 2002

### Nemzetközi
- 2-szeres klubvilágbajnok: 2000, 2012
- 1-szeres Libertadores-kupa győztes: 2012
- 1-szeres Copa Sudamericana győztes: 2012
- 1-szeres Recopa Sudamericana győztes: 2013

### Egyéb címek
- 1-szeres Ramón de Carranza-kupa győztes: 1996

## Játékoskeret
2018. augusztus 22-től
| #  |     | Poszt | Név                                                  |
| -- | --- | ----- | ---------------------------------------------------- |
| 1  | BRA | K     | Caíque França                                        |
| 2  | BRA | KP    | Guilherme Mantuan                                    |
| 3  | BRA | V     | Henrique                                             |
| 5  | BRA | KP    | Gabriel                                              |
| 7  | BRA | CS    | Jonathas (kölcsönben a Hannover 96-tól)              |
| 8  | BRA | KP    | Renê Júnior                                          |
| 9  | BRA | CS    | Roger                                                |
| 10 | BRA | KP    | Jádson                                               |
| 11 | PAR | CS    | Ángel Romero                                         |
| 12 | BRA | K     | Cássio (csapatkapitány)                              |
| 13 | BRA | V     | Marllon                                              |
| 14 | BRA | V     | Léo Santos                                           |
| 15 | BRA | KP    | Ralf                                                 |
| 16 | CHI | KP    | Ángelo Araos (kölcsönben a Universidad de Chile-től) |
| 17 | BRA | KP    | Thiaguinho (kölcsönben a Nacional (SP)-től)          |
| 20 | BRA | KP    | Danilo                                               |

| #  |     | Poszt | Név                                       |
| -- | --- | ----- | ----------------------------------------- |
| 21 | PAR | CS    | Sergio Díaz (kölcsönben a Real Madridtól) |
| 22 | BRA | KP    | Mateus Vital                              |
| 23 | BRA | V     | Fagner                                    |
| 25 | BRA | CS    | Clayson                                   |
| 27 | BRA | K     | Walter                                    |
| 28 | BRA | KP    | Paulo Roberto                             |
| 29 | BRA | CS    | Matheus Matias                            |
| 30 | BRA | KP    | Douglas                                   |
| 32 | BRA | KP    | Rodrigo Figueiredo                        |
| 33 | BRA | V     | Carlos Augusto                            |
| 34 | BRA | V     | Pedro Henrique                            |
| 35 | BRA | V     | Danilo Avelar (kölcsönben a Torinótól)    |
| 37 | BRA | V     | Vilson                                    |
| 38 | BRA | KP    | Pedrinho                                  |
| 40 | BRA | K     | Filipe                                    |
| 47 | QAT | CS    | Emerson Sheik                             |

### Kölcsönben

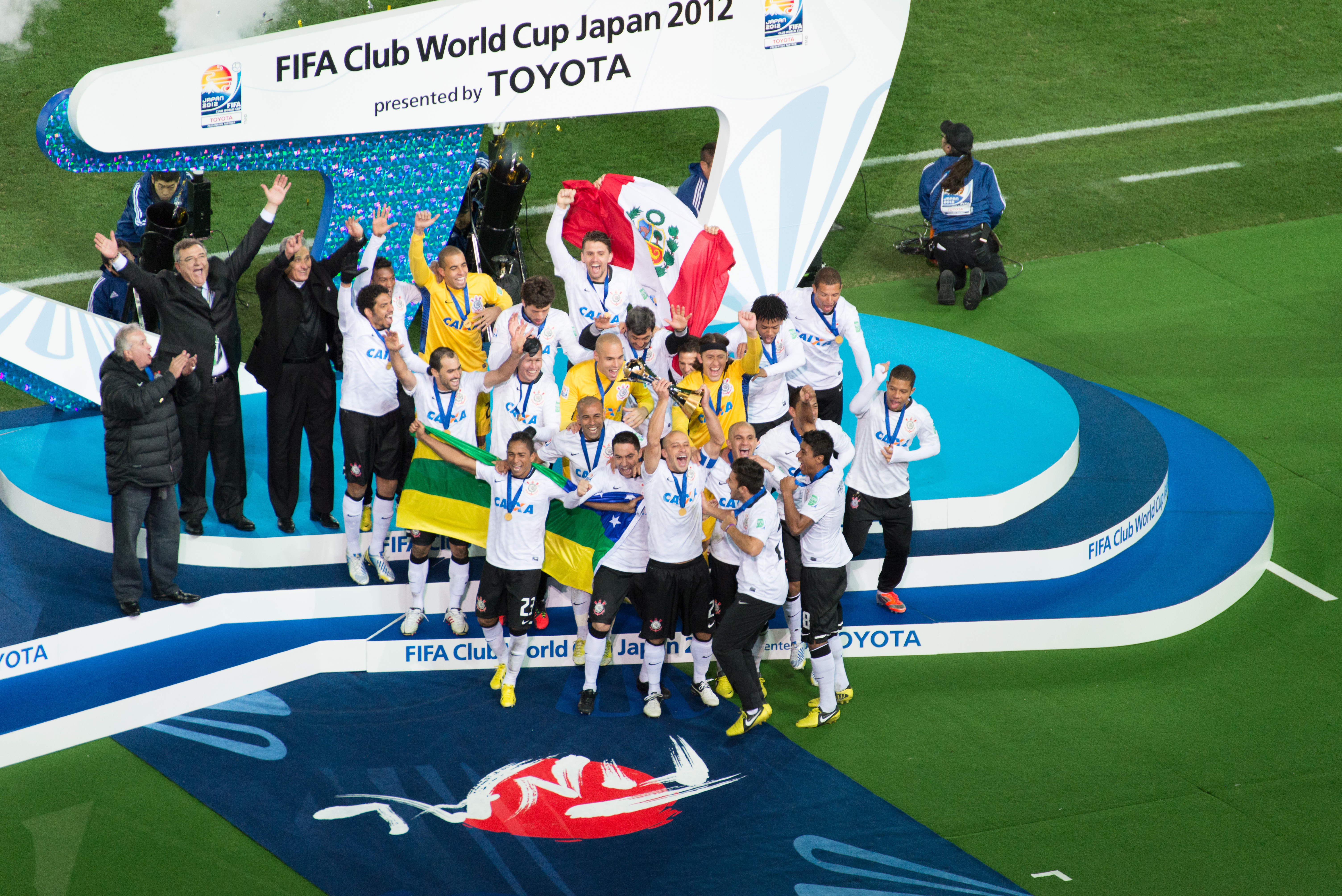
Ünneplés a klubvilágbajnoki döntő után 2012-ben

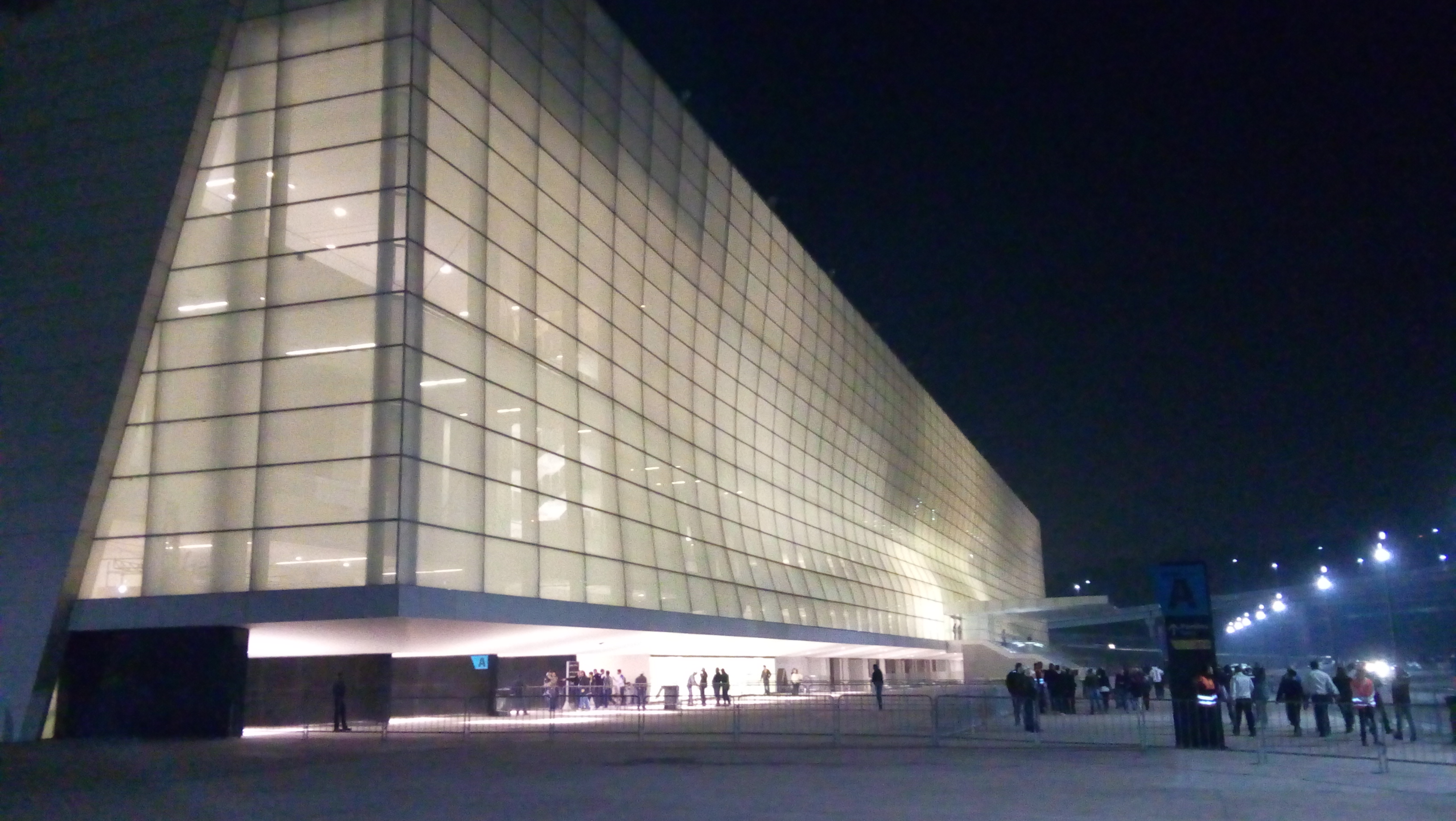
Az Arena Corinthians keleti bejárata

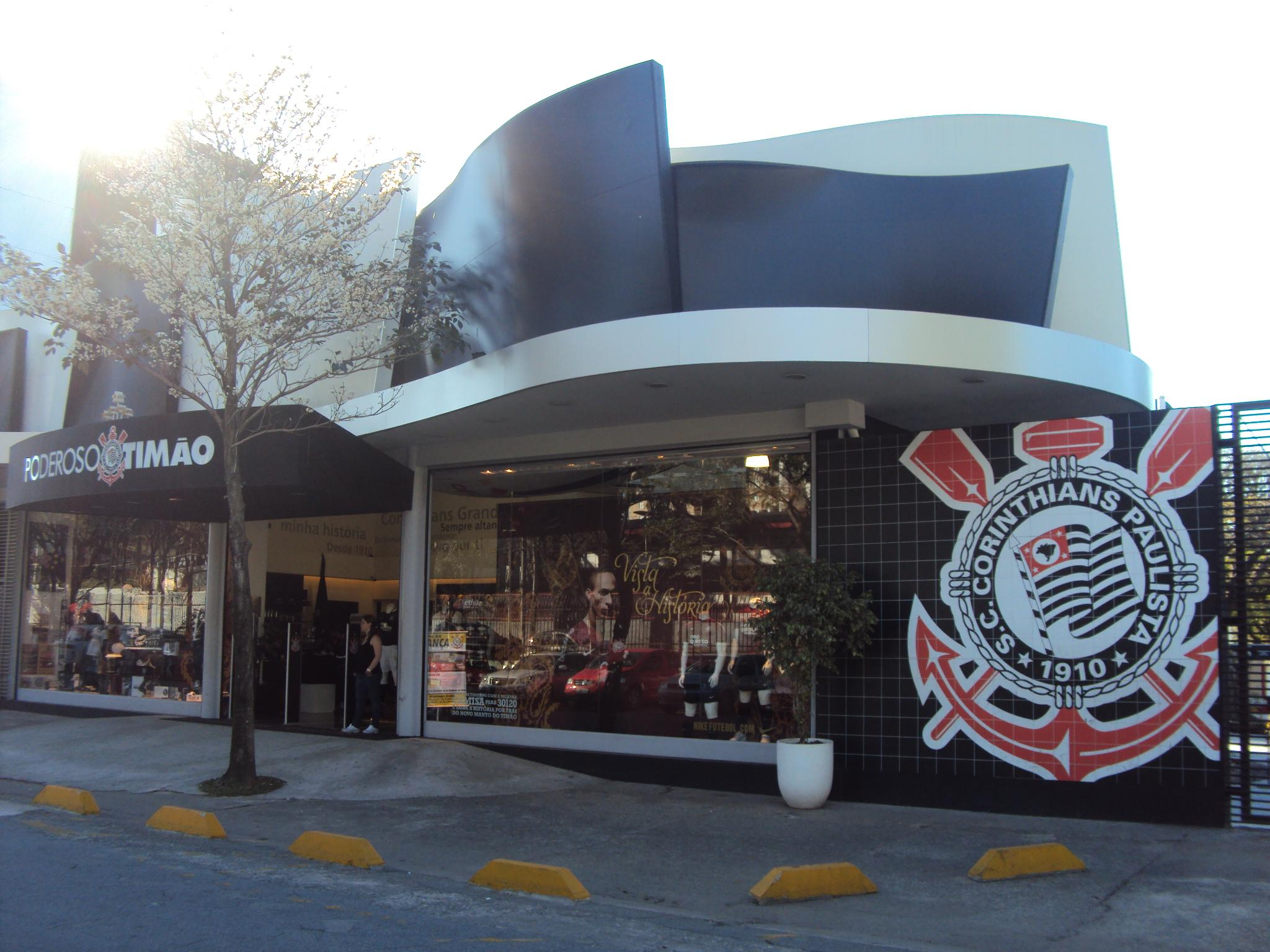
A klub ajándékboltja.

| # |     | Poszt | Név                                             |
| - | --- | ----- | ----------------------------------------------- |
|   | BRA | V     | Yago (kölcsönben a Botafogo-nál)                |
|   | BRA | V     | Rodrigo Sam (kölcsönben a Novorizontino-nál)    |
|   | BRA | V     | Moisés (kölcsönben a Botafogo-nál)              |
|   | BRA | V     | Léo Príncipe (kölcsönben a Le Havre-nál)        |
|   | BRA | V     | Guilherme Romão (kölcsönben a Oeste-nél)        |
|   | BRA | V     | Juninho Capixaba (on loan to Grêmio-nál)        |
|   | BRA | KP    | Fellipe Bastos (kölcsönben a Sport Recife-nél)  |
|   | BRA | KP    | Marquinhos (kölcsönben a Bragantino-nál)        |
|   | BRA | KP    | Warian (kölcsönben a Atlético Goianiense-nél)   |
|   | BRA | KP    | Renan Areias (kölcsönben a Red Bull Brasil-nál) |
|   | BRA | KP    | Jean (kölcsönben a Botafogo-nál)                |
|   | BRA | KP    | Marciel (kölcsönben a Oeste-nél)                |
|   | BRA | KP    | Camacho (kölcsönben a Athletico Paranaense-nél) |

| # |     | Poszt | Név                                                |
| - | --- | ----- | -------------------------------------------------- |
|   | BRA | KP    | Marlone (kölcsönben a Sport Recife-nél)            |
|   | BRA | KP    | Giovanni Augusto (kölcsönben a Vasco da Gama-nál)  |
|   | BRA | KP    | Guilherme (kölcsönben az Athletico Paranaense-nél) |
|   | BRA | KP    | Marquinhos Gabriel (kölcsönben az Al-Nasr-nál)     |
|   | BRA | CS    | Bruno Paulo (kölcsönben a CRB-nél)                 |
|   | BRA | CS    | Gustavo (kölcsönben a Fortaleza-nál)               |
|   | BRA | CS    | Luidy (kölcsönben a São Bento-nál)                 |
|   | BRA | CS    | Gabriel Vasconcelos (kölcsönben a São Bento-nál)   |
|   | TUR | CS    | Colin Kazim-Richards (kölcsönben a Lobos BUAP-nál) |
|   | BRA | CS    | Carlinhos (kölcsönben az Oeste-nél)                |
|   | BRA | CS    | Lucca (kölcsönben az Al-Rayyan-nál)                |
|   | BRA | CS    | Júnior Dutra (kölcsönben a Fluminense-nél)         |

## Statisztika

### Legtöbb mérkőzésen pályára lépő játékosok
| #  | Játékos               | Poszt | Mérkőzés |
| -- | --------------------- | ----- | -------- |
| 1  | Wladimir (1972-1987)  | DF    | 803      |
| 2  | Luizinho (1948-1967)  | MF    | 606      |
| 3  | Ronaldo (1988-1998)   | GK    | 602      |
| 4  | Zé Maria (1970-1983)  | DF    | 598      |
| 5  | Biro-Biro (1970-1983) | MF    | 592      |
| 6  | Vaguinho (1971-1981)  | FW    | 551      |
| 7  | Cláudio (1971-1981)   | FW    | 550      |
| 8  | Olavo (1952-1961)     | DF    | 506      |
| 9  | Rivelino (1965-1974)  | MF    | 474      |
| 10 | Idário (1949-1959)    | DF    | 469      |

### Legeredményesebb játékosok

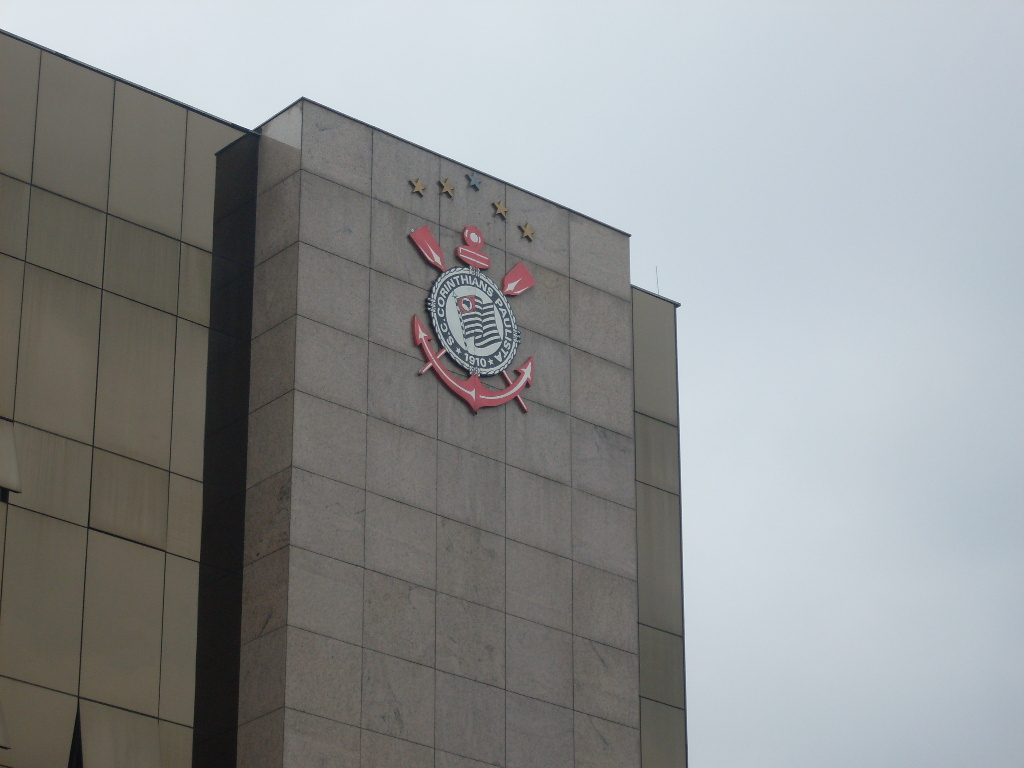
Corinthians Központ

| #  | Játékos                        | Poszt | Gól |
| -- | ------------------------------ | ----- | --- |
| 1  | Cláudio (1945-1957)            | FW    | 305 |
| 2  | Baltazar (1945-1957)           | FW    | 269 |
| 3  | Teleco (1934-1944)             | FW    | 256 |
| 4  | Neco (1913-1930)               | FW    | 228 |
| 5  | Marcelinho Carioca (1994-2010) | MF    | 206 |
| 6  | Servílio (1938-1949)           | FW    | 200 |
| 7  | Luizinho (1948-1967)           | MF    | 175 |
| 8  | Flávio Minuano (1964-1969)     | MF    | 172 |
| 8  | Sócrates (1978-1984)           | FW    | 172 |
| 10 | Paulo (1954-1960)              | FW    | 146 |

### Álomcsapat
- ( A Félkövérrel jelölt játékosok elhunytak)